# EX-C1
La autovía   EX-C1 , de circunvalación de Badajoz, cuya construcción completa está incluida en el Plan de Infraestructuras de la Junta de Extremadura es una autovía perteneciente a la Red de Carreteras de la Junta de Extremadura.
Su trazado rodea actualmente Badajoz por el suroeste, y en un futuro cuando esté completa su construcción, rodeará todo el sur de la ciudad. Está proyectada con cuatro tramos, de los que solo el Tramo III está en servicio actualmente.
El siguiente tramo en ejecutarse será el II, el cual está redactado y pendiente de licitación para las obras. En 2024, la junta ha permitido 2.5 millones de euros en presupuesto para este tramo, con el adjunto estudio de la A-81, futura Autovía Badajoz-Granada, para su futuro enlace con la ronda de circunvalación.

En 2025, se conoce que el Tramo II esta pendiente de licitación de obra. Según se conoce, esta en fase de expropiación, y actualmente lleva un atraso.

## Tramos
La ejecución de la autovía se llevará a cabo según los siguientes tramos:
| Denominación | Tramo                                                    | Año servicio / Estado (2025)                                                                                          | km   |
| ------------ | -------------------------------------------------------- | --- | ---- |
|              | N-432 Urb. Campomanes - EX-310 Urb. Dehesilla de Calamón | En redacción de proyecto (pendiente someter a información pública) (pendiente licitación de obras)                    | 3,6  |
|              | EX-310 Urb. Dehesilla de Calamón - EX-107                | Proyecto terminado (aprobada definitivamente) (pendiente licitación de obras — En fase de expropiación (con retraso)) | 4,57 |
| EX-C1        | EX-107 - IFEBA                                           | 2022 | 4,1  |
|              | IFEBA - A-5 Polígono Industrial el Nevero                | En redacción de proyecto (pendiente someter a información pública) (pendiente licitación de obras)                    | 4,7  |

## Salidas
| Velocidad | Esquema | Salida | Sentido N-432 (Urb. Campomanes) (descendente) | Sentido A-5 (IFEBA) (ascendente)            | Carreteras que enlaza |
| --------- | ------- | ------ | --------------------------------------------- | ------------------------------------------- | --------------------- |
|           |         |        | Comienzo Ronda Sur de Badajoz EX-C1           | Fin Ronda Sur de Badajoz EX-C1              |                       |
|           |         | 12     |                                               | Badajoz Avenida de Elvas IFEBA C. Comercial | E-90 A-5              |
|           |         | 8      | Badajoz Olivenza                              |                                             | EX-107                |
|           |         |        | Fin Ronda Sur de Badajoz EX-C1                | Comienzo Ronda Sur de Badajoz EX-C1         | EX-107                |